# Zwei Mann, ein Schwein und die Nacht von Paris
Zwei Mann, ein Schwein und die Nacht von Paris (Originaltitel: La traversée de Paris) ist eine französisch-italienische Filmkomödie aus dem Jahr 1956 mit Jean Gabin, Bourvil und Louis de Funès, die auch unter dem Titel Quer durch Paris im Kino lief. Regie führte Claude Autant-Lara, das Drehbuch basiert auf einer Kurzgeschichte von Marcel Aymé.

## Handlung
Der Film spielt 1942/43 in Paris, das seit Juni 1940 von der Wehrmacht besetzt war. Der arbeitslose Taxifahrer Martin übernimmt gelegentlich Transporte für den Schwarzmarkt. Sein Gehilfe wurde verhaftet, sodass eine zufällige Bekanntschaft, Grandgil, ins Geschäft einsteigt. Der Metzger Jambier übergibt ihnen ein schwarz geschlachtetes Schwein in vier Koffern, die Martin und Grandgil nun nachts durch das besetzte Paris transportieren. Dabei erleben sie einige Überraschungen und überstehen Gefahren, zum Beispiel werden sie von der deutschen Gestapo aufgegriffen.

## Hintergrund
Für Louis de Funès war diese Nebenrolle ein wichtiger Moment seiner Karriere. In diesem Film konnte er in einer echten Rollengestalt sein Talent beweisen und machte durch seine eigentümliche Interpretation der Figur Jambier die französische Filmszene auf sich aufmerksam.
Für Autant-Lara war es der erste Publikumserfolg. In der DDR erschien der Film unter dem Titel Quer durch Paris.

## Kritiken
„Die Dialoge sind präzise erarbeitet, Fotografie und Montage unterstützen die dichte Geschichte zweckdienlich, und ausgezeichnete Darsteller verleihen ihr ihren unverwechselbaren Charme“, befand das Lexikon des internationalen Films. Der Evangelische Filmbeobachter bezeichnete Zwei Mann, ein Schwein und die Nacht von Paris 1957 als „in Gesinnung und Gestaltung gleich hervorragender französischer Film“.

## Auszeichnungen
Im Jahr 1958 wurde der Film mit dem Prix Méliès der Association Française de la Critique de Cinéma ausgezeichnet. Jean Gabin wurde als bester Schauspieler für den British Academy Film Award nominiert. Bei den Internationalen Filmfestspielen von Venedig war der Film für den Goldenen Löwen nominiert und Bourvil wurde in der Kategorie Bester Darsteller mit der Coppa Volpi ausgezeichnet.